# Familia (Los 80)
«Familia» es el décimo y último episodio de la tercera temporada de la serie de televisión chilena Los 80 y el episodio 30 en general de la serie. Escrito por Rodrigo Cuevas y dirigido por Boris Quercia, el episodio fue emitido por Canal 13 el 18 de diciembre de 2010 y contó con la actuación especial de Gloria Münchmeyer. Con 32.5 puntos de audiencia y 3.3 millones de espectadores, fue el episodio más visto de la serie durante sus primeros tres años de emisión. Además esta emisión de la serie se coronó como el sexto programa más visto en Chile durante el año 2010 tras los partidos de la Selección chilena de fútbol en el Mundial de Fútbol de 2010 y las finales de Fiebre de Baile y Mujeres de Lujo.

## Desarrollo

### Trama
El episodio comienza el día 24 de diciembre de 1985, con Juan (Daniel Muñoz) preparando sus cosas para partir a Chillán a ver a su padre que se encuentra muy enfermo. Antes de partir, Félix (Lucas Escobar) le entrega una carta dirigida a su abuelo. Al llegar Juan al hogar en donde está su padre lo ve postrado en una silla con muy pocas fuerzas, Pedro se ve sorprendido por la visita de su hijo, en ese instante conoce a Leonor (Gloria Münchmeyer) amiga de su padre que dio aviso a la familia del estado de salud en el que se encontraba, Juan piensa que son pareja por la forma que tiene la mujer de referirse a él, finalmente termina siendo una prostituta muy amiga de su padre y que le comenta de lo mucho que le hablaba de él y su familia en Santiago y que realmente era un buen hombre y que estaba arrepentido de todo lo que había hecho en el pasado, haciendo que Juan reflexione de su relación con su padre.

Bandera del Frente Patriótico Manuel Rodríguez.

En Santiago, Claudia (Loreto Aravena) se despide de Gabriel (Mario Horton) en la habitación del hotel donde recurrentemente se veían, tiene una despedida muy emotiva ya que Gabriel le comenta que partirá lejos por cuatro meses tras sospechar que descubrieron su participación en el Frente Patriótico Manuel Rodríguez. Al llegar a la puerta del lugar visualiza a personas sospechosas que están esperándolo, Gabriel saca su arma y dispara contra ellos, uno de los cuales resulta herido, sube por las escaleras de la residencial y le pide a Claudia que tome sus cosas y que escape. Ella logra salir y llegar hasta su casa en un estado de histeria por la situación, mientras Gabriel se ve obligado a cambiarse de ropa y escapar por una puerta trasera. A las horas después Gabriel llama por teléfono a Claudia para decirle que debe prepararse para escapar de su casa ya que estaba identificada también por la CNI y que si no lo hacía pondrá en peligro al resto de su familia, ella sin poder creer en lo que realmente se había involucrado se desespera y entra en un estado de catársis emocional pensando en lo que tendría que hacer.
Por otra parte, Martín (Tomás Verdejo) invita a su polola Paola (Emilia Lara) que pase la Navidad junto a su familia ya que ella por problemas con su madre no quiere ir donde ella y por lo que tendría que pasarlo sola. Al llegar se produce el esperado encuentro entre la madre de Martín Ana (Tamara Acosta) y Paola, la reacción al inicio fue de sorpresa ya que Ana no estaba acostumbrada a ver a la niña con el estilo de vestimenta más «rebelde» que llevaba Paola sin embargo tras algunas palabras se formó un fiato y descubrió que realmente ambos se quieren y que ella es una buena persona. Toda la familia Herrera a excepción de Juan que está en Chillán celebran la Navidad cenando junto a Nancy (Katty Kowałeczko) y Bruno (Pablo Freire), en una emotiva y sensible fiesta tras los últimos hechos acontecidos.
Juan pasa la Navidad junto a su padre quien está en sus últimos momentos de vida. Éste le pide a su hijo que lea la carta de Félix, emocionando a ambos, es ahí cuando ocurre el desenlace de esa historia con el fallecimiento de Pedro pronunciando sus últimas palabras en donde exclamaba que deseaba ir al cielo para pedirle perdón a la madre de Juan por todo los errores que había cometido. Al día siguiente Juan llama para comunicar la terrible noticia y Ana decide viajar para acompañarlo durante el velorio y funeral.

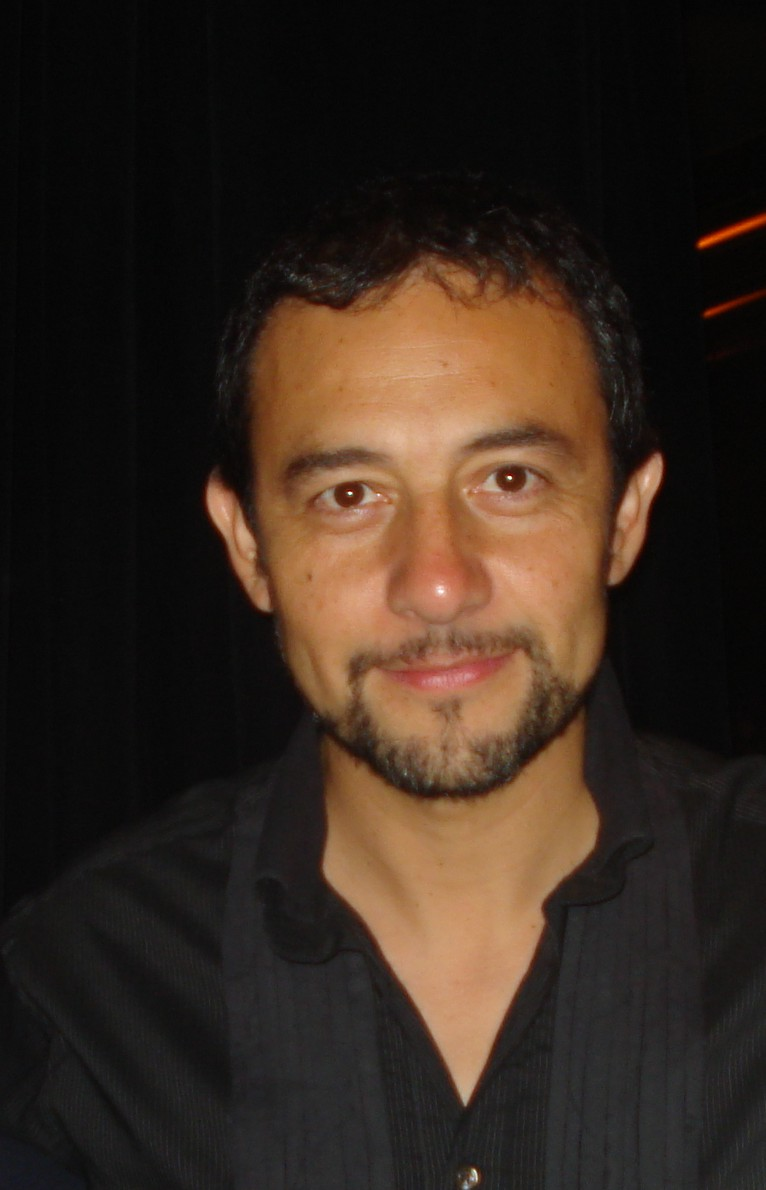
Juan Herrera vive el desenlace de la conflictiva relación su padre y se arreglan con Ana.

En casa de los Mora llega el padre de Bruno con una bicicleta, sin embargo esta vez Nancy y Bruno se dan cuenta de la intención que tiene de comprar el cariño que nunca entregó antes con regalos materiales ahora, no aceptando el regalo. Además reaparece Exequiel (Daniel Alcaíno) quien llegó a la casa de los Herrera, donde se encontró con Bruno. Ambos fueron a conversar al patio. Allí se vivieron los momentos más emotivos en la historia entre ellos. El niño, de frente le pregunta si quiere a su mamá. A lo que Exequiel no puede mentirle y le dice que «tu mamá es la mujer perfecta», contándole por qué los había dejado. Le confesó que la llegada del papá biológico de Bruno, le había afectado mucho, porque se dio cuenta de que él no tenía nada material para ofrecerle a ambos. A lo que Bruno, con todo el carisma que lo caracteriza, le dice, «pero Exequiel, yo quiero que tú seas mi papá», dejando completamente emocionado al hombre, quien no deja de llorar y ambos se abrazan. Luego, Bruno llega a su casa, pero trae una sorpresa: Exequiel. Nancy queda completamente sorprendida, pero feliz de volver a verlo. Él comienza a hablar con ella -haciendo como si nada hubiese pasado- y ella muy en confianza, le dice: «Exequiel, por qué no me arregla el calefont».
Durante el regreso de Ana y Juan desde Chillán tienen una fuerte conversación en donde Juan le comenta que le mintió, sin embargo él no se esperaba que Ana ya lo supiera; la charla desencadena con Ana diciéndole todo lo que sentía, que creía que ya no la amaba y que no sentía amada sino más bien solo como la madre de los hijos de Juan, este mismo le pide perdón y que realmente la ama. A su regreso, Juan se encuentra con Mónica, a quien le pide disculpas y le dice que quizás su cita no era una buena idea. Llega el 31 de diciembre y Claudia recibe una carta de Gabriel con dinero, un número telefónico y una cédula de identidad falsa para que escapen; fue ahí cuando Claudia no puede creer al punto que había llegado esa relación y que solo le quedaba una alternativa. Durante la celebración de año nuevo, finalmente todos juntos celebran menos Claudia que sigue consternada por la encrucijada que está viviendo. Al día siguiente el 1 de enero de 1986, muy temprano Claudia toma la importante decisión de dejar su casa sin hablar con sus padres para escapar con Gabriel de la persecución que está viviendo. El capítulo termina con Claudia dejando solo una carta sobre la mesa, el sobre que contiene la carta solo decía «Familia».

### Título
El nombre del episodio «Familia» se debe a que es el nombre que pone en el sobre donde Claudia coloca la carta en la que explica su decisión de escapar del país producto de su relación con Gabriel. 

## Producción
Las filmaciones de la escena en donde Juan viaja a Chillán se realizaron en una casona en San Bernardo, que simula ser Chillán. Hasta ahí llegó Juan Herrera (Daniel Muñoz) para intentar reconciliarse con su padre enfermo. El resto de las locaciones ocupadas fueron las mismas que en el resto de los capítulos, como lo es la casa de familia Herrera situada en la comuna de La Reina y la mayoría de los interiores se filmaron en diferentes estudios y las grabaciones del local de don Genaro, fueron realizadas desde la comuna de Ñuñoa en un lugar que realmente es una panadería.

## Recepción

### Crítica
El episodio recibió mayoritariamente críticas positivas, Amparo Hernández de El Mercurio dijo que el final de la serie resultó ser muy intrigante sobre todo el final abierto que da paso a la cuarta temporada, además de ser uno de los capítulos más dramáticos de la temporada, sobre todo al tocar la relación de Claudia y Gabriel y su conflicto con la CNI.

### Audiencia
El capítulo registró una audiencia promedio en la medición en línea de 3,3 millones con máximos de sobre 4 millones de espectadores durante la emisión del episodio que llegó a los 32,2 puntos porcentuales de audiencia, convirtiéndose en el capítulo más visto de la serie en sus primeros tres años de emisión. La audiencia final llegó a los 32,5 puntos de acuerdo a Time Ibope, siendo lo más visto del día en el país y el programa con más audiencia de la semana superando la final de temporada de Talento Chileno que llegó a los 30,4, el capítulo logró sacar una ventaja de casi 20 puntos sobre el programa que ocupó el segundo lugar del día que justamente fue la competencia en el horario, Animal nocturno de Televisión Nacional de Chile.
Uno de esos máximos de audiencia lo marcó precisamente la escena final cuando Claudia abandona el hogar de los Herrera ante la persecución que espera de agentes de la CNI. Ello porque en el inicio del capítulo su pareja, el frentista Gabriel (Mario Horton), se vio envuelto en un tiroteo con un grupo de agentes, del que logran salir con vida. Además esta emisión de la serie se coronó como el sexto programa más visto en Chile en el año 2010 tras los partidos de la Selección chilena de fútbol en el Mundial de Fútbol de 2010 y las finales de Fiebre de Baile y Mujeres de Lujo.